# Parque nacional Isla Verde
El parque nacional Isla Verde es un parque nacional en Queensland (Australia), ubicado a 1394 km al noroeste de Brisbane. Fue creado en 1937, y tiene una superficie total de 12 ha. Se encuentra administrado por el Servicio para la Vida Salvaje de Queensland, y pertenece a la categoría II de la IUCN.